# Whapmagoostui
Whapmagoostui (in cree: ᐧᐋᐸᒣᑯᔥᑐᐃ o Waapamekushtui), Québec, è il villaggio cree più settentrionale. Situato sulla baia di Hudson presso la foce del fiume Great Whale.

## Toponimo
Whapmagoostui significa « fiume del beluga ».